# مجلس الشحن العالمي
مجلس الشحن العالمي (بالإنجليزية: World Shipping Council) اختصاراً (WSC) هو مجموعة تجارة (Trade association) ويمثل صناعة الشحن البحري الدولي، ويقدم خدماته بإنتظام حسب جداول ثابتة. معظم ناقلات شركات الشحن البحرية المنتظمة هي ناقلات لشحن الحاويات . يقع المقر الرئيسي للمجلس في واشنطن العاصمة والرئيس التنفيذي له هو جون دبليو بتلر، وهو الرئيس السابق لنقابة المحامين الإداريين البحريين.

## عضوية
تضم عضوية المجلس أكبر عشر شركات شحن حاويات في العالم  بالإضافة إلى شركات أصغر تشكل مجتمعة 90 بالمائة من تجارة شحن الحاويات العالمية.
في ديسمبر 2014 ، أُعلن أن كريستوفر كوخ ، المستشار العام السابق لشركة Sea-Land Service Incorporated ورئيس موظفي السناتور الأمريكي جون ماكين والسيناتور السابق سليد جورتون أنه سيتقاعد كرئيس ومدير تنفيذي في يوليو 2015 ، مع حصول نائب الرئيس الأول والمستشار العام ، جون بتلر ، على هذا المنصب بعد تقاعد سيلد.

## أنشطة
تم تشكيل المجلس في عام 2000  للضغط على الحكومات الوطنية فيما يتعلق بتنظيم شحن الحاويات والبضائع، بشكل عام لصالح تحسين الأمن البحري إلى جانب تحرير الموانئ وطرق النقل. كما يعمل المجلس على تطوير مسودة المعايير الخاصة بإنبعاثات هواء السفن والتلوث الناجم عنها، وتحسين الإجراءات الجمركية للموانئ والمعايير الدولية لتصميم الحاويات ومناولتها.
في عام 2007، واستجابة للمشاكل المستمرة مع الحاويات المفقودة في البحر خلال العواصف في البحار الشديدة ، بدأ مجلس WSC وغرفة الشحن الدولية العمل على مدونة قواعد ممارسة لتخزين الحاويات، بما في ذلك تدريب الطاقم على التدحرج المعياري، والتكديس الأكثر أمانًا ووضع العلامات على الحاويات. لتأمين البضائع الموجودة فوق سطح السفينة.

## روابط خارجية
- الموقع الرسمي